# Fresnelscher Doppelspiegel

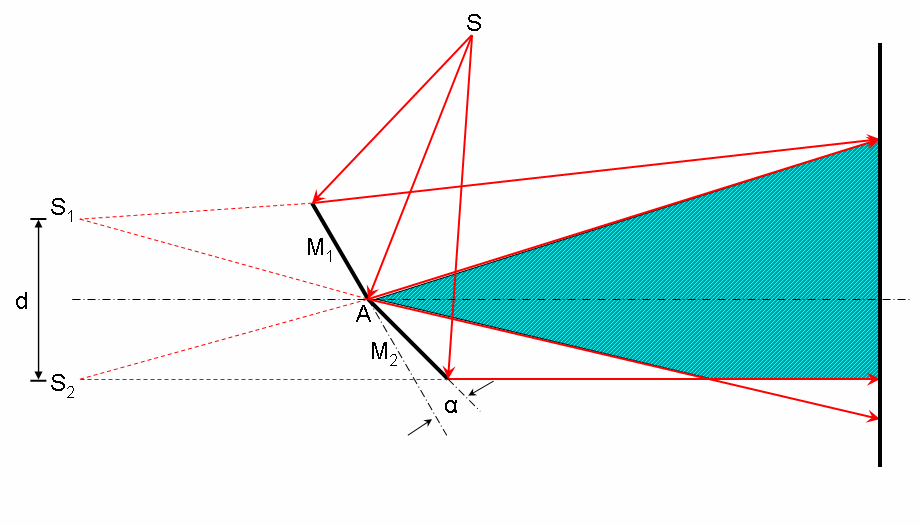
Aufbau des fresnelschen Doppelspiegelversuchs

Der fresnelsche Doppelspiegel, auch Fresnel-Doppelspiegel genannt, benannt nach Augustin Jean Fresnel, ist ein optischer Versuchsaufbau zur Erzeugung von zwei kohärenten Lichtbündeln aus einer divergenten Lichtquelle.

## Aufbau und Funktion
Die Versuchsanordnung besteht aus einer Lichtquelle und zwei gegeneinander leicht, um wenige Winkelminuten, geneigten Spiegeln. Die beiden Spiegel dürfen an der Berührlinie kaum gegeneinander versetzt sein, die Stufenhöhe muss kleiner als die Kohärenzlänge sein. Die Ausdehnung der Lichtquelle muss weniger als ein Millimeter betragen.
Fällt das Licht der Quelle auf die beiden Spiegel, wird es reflektiert. Die beiden reflektierten Wellen scheinen dann für einen Beobachter von zwei virtuellen kohärenten punktförmigen Lichtquellen hinter dem Doppelspiegel zu stammen. Werden die beiden Teilwellen auf einen Schirm projiziert, sind in dem Bereich, in dem sich die beiden reflektierten Wellen überlagern, Interferenzstreifen sichtbar. Verursacht wird dies durch den Gangunterschied der beiden Wellen, der durch die leichte Verkippung der beiden Spiegel entsteht. Bereiche konstruktiver bzw. destruktiver Interferenz befinden sich dort, wo der Gangunterschied gleich dem ganzzahligen vielfachen der Wellenlänge bzw. dem ungeradzahligen Vielfachen der halben Wellenlänge ist. Damit Interferenzstreifen auf dem Schirm sichtbar werden, dürfen die beiden Spiegelflächen daher nur wenige Bogenminuten gegeneinander geneigt sein. Andernfalls wird der Gangunterschied zu groß. Dies lässt sich auch durch langsame Verkleinerung des Winkels nachvollziehen. Die Anzahl der Interferenzstreifen nimmt für kleinere Winkel schnell zu und die einzelnen Streifen sind mit dem Auge nur noch schwer voneinander zu trennen. Ab einem bestimmten Winkel wird der Gangunterschied der beiden Teilwellen größer als die Kohärenzlänge des Lichts und es ist keine Interferenz sichtbar.
Die beobachtbaren Interferenzstreifen entsprechen nicht ganz der Vorhersage der vereinfachten Theorie. Beispielsweise weisen die Streifen weder die gleiche Breite noch die gleiche Helligkeit auf. Dies ist auf Einflüsse durch Beugung an der Kante zwischen den beiden Spiegeln zurückzuführen.

## Bedeutung
Ähnlich wie beim später erfundenen fresnelschen Biprisma lassen sich mit dem fresnelschen Doppelspiegel lichtstarke Interferenzfiguren erzeugen, da für die Überlagerung relativ breite Teile der Wellenfronten verwendet werden. Der verhältnismäßig einfache Aufbau ermöglichte bereits im 18. und 19. Jahrhundert erste Interferenzversuche mit natürlichem Licht durchzuführen. Untersuchungen, die dazu beitrugen, neue Erkenntnisse über die Natur des Lichts zu gewinnen, vgl. Welle-Teilchen-Dualismus.